# كاميرون موراي
كاميرون موراي (بالإنجليزية: Cameron Murray)‏ (21 مارس 1995 هاليفاكس المملكة المتحدة - ) هو لاعب كرة قدم بريطاني يلعب كلاعب وسط.

## وصلات خارجية
كاميرون موراي على موقع قاعدة بيانات كرة القدم.إي يو (الإنجليزية)
- كاميرون موراي على موقع Soccerbase.com (لاعب) (الإنجليزية)
- كاميرون موراي على موقع Soccerway.com (الإنجليزية)